# Xylariopsis esakii
Xylariopsis esakii är en skalbaggsart som beskrevs av Mitono 1943. Xylariopsis esakii ingår i släktet Xylariopsis och familjen långhorningar.
Artens utbredningsområde är Taiwan. Inga underarter finns listade i Catalogue of Life.